# Roque

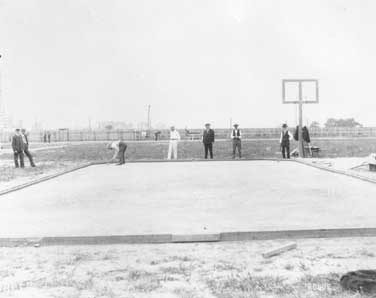
Roque na olympijských hrách 1904

Roque je americká varianta kroketu hraná na tvrdém hladkém povrchu. Populární byl zejména v první čtvrtině 20. století, kdy se dokonce v 1904 objevil mezi oficiálními sporty na Letních olympijských hrách.